# Leo Johansson
Leo Johansson, född 30 juni 1999 i Tofteryd, är en svensk längdåkare. Han tävlar för Falun-Borlänge SK.
I december 2021 blev Johansson uttagen i Sveriges trupp till OS 2022 i Peking. Han slutade på 37:e plats i skiathlonloppet över 30 kilometer. Vid U23-VM 2022 tog Johansson silver i 15 kilometer klassiskt.